# Département de Tamchekett

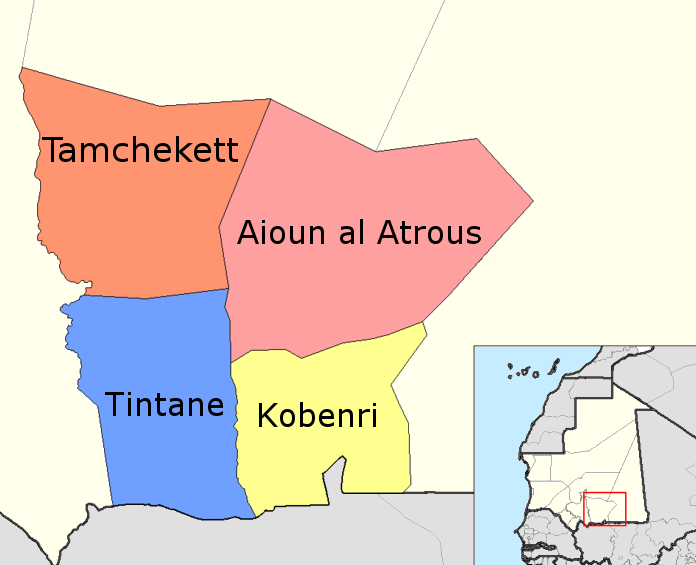
Les départements de Hodh El Gharbi : Tamchekett au nord-ouest

Le département de Tamchekett est l'un des quatre départements (appelés officiellement Moughataa) de la région de Hodh El Gharbi en Mauritanie.

## Liste des communes du département
Le département de Tamchekett est constitué de cinq communes :
- El Mabrouk
- Guetae Teidoume
- Radhi
- Sava
- Tamchekett

En 2000, l'ensemble de la population du département de Tamchekett regroupe un total de 30 760 habitants (14 669 hommes et 16 091 femmes).